# Silsila fulvipes
Silsila fulvipes är en stekelart som beskrevs av Cameron 1903. Silsila fulvipes ingår i släktet Silsila och familjen brokparasitsteklar. Inga underarter finns listade i Catalogue of Life.